# Гундорин, Алексей Павлович
Алексей Павлович Гундорин (1892 — 1965) — советский военный деятель, начальник КВОКУ, генерал-лейтенант артиллерии.

## Биография
Родился в русской семье крестьян, учился в сельской школе. В царской армии с 1913, участник Первой мировой войны, был ранен осколком снаряда и контужен, потерял слух на одно ухо. Во время революций, в 1917 служил на Западном фронте в 4-й батарее 8-й Сибирской артиллерийской бригады. 
В Красной армии с 1918, в Гражданскую войну был начальником артиллерии 28-й стрелковой дивизии, переболел тифом. Окончил артиллерийские курсы в Саратове, потом Военно-политическую академию, где остался преподавать тактику. 
В 1938 назначен начальником Смоленского артиллерийского училища, а с 19 октября того же года до 10 августа 1944 возглавлял 2-е Киевское училище самоходной артиллерии.. 
В 1941 вместе с училищем направлен в Саратовскую область, в 1944 училище вернулось обратно в освобождённый Киев. С лета 1944 находился на фронте, в феврале 1945 заместитель командующего бронетанковых и механизированных войск 3-го Украинского фронта. После войны назначен заместителем командующего бронетанковыми войсками Прикарпатского военного округа. 
После выхода в отставку проживал в Саратове, где и похоронен на Воскресенском кладбище.

### Звания
- фейерверкер (1910-е);
- комбриг (1939);
- генерал-майор артиллерии (7 мая 1940);[3]
- генерал-лейтенант артиллерии.

### Награды
- орден Ленина;
- орден Богдана Хмельницкого II степени;
- три ордена Красного Знамени;
- орден Красной Звезды;
- медали.

## Семья
- Жена — Ираида Воронкова-Павлова, конторщица в управлении Рязано-Уральской железной дороги.
- Сын — Юрий.
- Дочь — Зинаида.

## Память
Материалы о нём хранятся в Саратовском областном музее краеведения, Музее боевой и трудовой славы, Центральном музее вооружённых сил и Государственном архиве Саратовской области.